# Kraftfält (science fiction)
Kraftfält, energisköld eller skyddsbubbla är inom science fiction-berättelser en barriär gjord av energi eller partiklar som används till att skydda personer, föremål eller områden från angrepp eller skador.

## Film
Konceptet är vanligt inom science fiction-film, där det bland annat förekommer i filmer som Världarnas krig, Stjärnornas krig och Independence Day.

## Datorspel
Kraftfällt förekommer inom diverse datorspelserier och datorspeltyper.

### Power up
I vissa spel existerar kraftfält som en tillfällig "power up", vilket under en kort tid gör spelaren eller annat osårbar. I andra spel fungerar kraftfält-"power ups" som ett generellt sköldvärde som finns vid tills det har förbrukats av inkommande skada.

### Återgenererande kraftfält
I vissa spel är ett rörligt kraftfält en del av spelarens utrustning och absorberar en viss mängd skada innan spelarens egna hälsa tar skada, varvid kraftfältet kan återgenerera sig själv om spelaren lyckas hålla sig undan från att ta emot skada under en kortare period. Det fungerar alltså som ett sekundärt hälsovärde som gentemot vanliga hälsan kan genereras tillbaka passivt.

### Fotnoter
1. ↑  ”Shields in Halo Infinite”. Microsoft. support.halowaypoint.com. Arkiverad från originalet den 14 december 2024. https://web.archive.org/web/20241214010925/https://support.halowaypoint.com/hc/en-us/articles/24284987877524-Shields-in-Halo-Infinite. Läst 10 mars 2025.